# ビューフォート条約
ビューフォート条約（英: Treaty of Beaufort）、またはビューフォート会議（Beaufort Convention）は、本来はアメリカ合衆国のジョージア州とサウスカロライナ州のすべて河川の境界を設定した条約。1787年に調印された場所のサウスカロライナ州ビューフォートにちなんで名付けられた。
この条約は、ジョージア州とサウスカロライナ州の境界をサバンナ川の谷線（タールヴェグ）に設定し、サバンナ川の支流のトゥガルー川に向けて北に伸び、その先は「トゥガルー川の主な支流の源流に一致する」としていた。当時この地域は十分に測量されておらず、若干あいまいな言い回しであった。もしその源流点がジョージア州とノースカロライナ州との境界（名目上は北緯35度）の南にあるとすれば、サウスカロライナ州はその地点から真西に引いた線の北側全域と、北緯35度線の南部分は西ははるかミシシッピ川までの全域を自州の領土であると主張する事ができた。この主張が実際に効力を発揮することはなかったが、当時の一部の地図には示されている。
トゥガルー川の主な支流はチャットゥーガ川であり、ノースカロライナが水源であることが後にわかった。1787年のこの地域はチェロキーの領土でどちらの州の一部でもないと見なされていた。1816年条約では公式に州の境界をチャットゥーガ川を上った北東に延長し、現在の境界線もそのままである。
その他に扱われた問題は河川内にある島々への対応であった。条約は河川内の島々をジョージア州に割り当てたが、サバンナ川とトゥガルー川の二つの河川は当時から境界線にあった。これらのケースでは、谷線は河川の中央より北の（実際には北東のサウスカロライナ州寄りに）流路に引かれ、島の周りを滑らかにカーブしていた。条約のこの部分は、後に二つの州の境界線紛争の主題となった。

## 法的解釈
合衆国最高裁判所はこの条約の解釈に関する二つの訴訟を扱った（いずれの訴訟も最高裁に第一審管轄権がある）。
最初の1922年のジョージア州対サウスカロライナ州の裁判は、トゥガルー川にある島々についてであった。島の発見前に条約が結ばれたので島について明白に指定されていなかった。条約は境界に中央より北の流路を規定し、チャットゥーガ川は垂直方向に（北にジョージア州ラブン郡、南にサウスカロライナ州オコニー郡を置いて）流れてはいるが、下流の河川と同じくジョージア州に島々が与えられるとした。
1989年の同名の2回目の裁判はより複雑で、浚渫によってサウスカロライナ州の半島になってしまったジョージア州の島に関連したものであった。サウスカロライナ州が土地を不法占有していることになっていたが、条約の言い回しの問題よりもむしろ黙認により、ジョージア州は敗訴した。
1876年の裁判、サウスカロライナ州対ジョージア州における争点は、港町のサバンナで船の運航のために川の島の周りを浚渫することで、境界の位置に関してではなかった。ジョージア州はこの裁判に勝ち、境界のサウスカロライナ側に水流を送ることでサバンナ側の航路を広げることを許可された。
ビューフォート条約の法的地位は、1789年のアメリカ合衆国憲法で州間条約は違憲とされていたことを考慮し、現在は州間協定と考えられている。このような協定はアメリカ合衆国議会で合意を得て批准されなければならず、この条約も大陸会議に批准され、いまだに法的拘束力があると見なされている。